# Пересопницко евангелие
Пересопницко евангелие е паметник на културата от средата на XVI век дело на архимандрита на Пересопницкия манастир Григорий. Отбелязано е и името на книжовника Михаил Василиевич от Сянок, който е работил за създаването му. Уникалното е, че указва превода на текста на четирите евангелия на прост руски (проста мову) от языка Блъгарского. Писано е на пергамент и е снабдено с богата украса и барокови миниатюри.
Пересопницкото евангелие е книжовен паметник от средата на XVI век, т.е. от два века преди възникването на сравнителното евикознание, който сочи пряко името на езика на Кирил и Методий като (старо)български. 